# Native Son (2019)
Native Son ist ein Filmdrama von Rashid Johnson, das im Januar 2019 im Rahmen des Sundance Film Festivals seine Premiere feierte.

## Handlung
Bigger Thomas, kurz Big genannt, ist ein junger Afroamerikaner. Er arbeitet in Teilzeit als Fahrradkurier in Chicago und hat genug Zeit, jeden Tag seine Freundin Bessie in ihrem Friseursalon zu besuchen und in der örtlichen Poolhalle herumzuhängen. Big trägt Hochwasserhosen und weiße Socken, schwarzen Nagellack und eine Reihe von Todesringen und eine Lederjacke mit den Worten „Or am I freaking out“ wie ein Graffiti aufgetragen auf den Rücken. Er hat seine eigene Vorstellung von Anarchie. Big hört nicht Nas oder Kanye West, sondern lieber Punkmusik und klassische Kompositionen, so von Beethoven.
Seine alleinstehende Mutter Trudy kann ihren drei Kindern kein Leben in Wohlstand ermöglichen. Aber eines Abends hat der Freund seiner Mutter, der als Anwalt tätig ist, eine Jobidee für ihren Ältesten. Die wohlhabende weiße Familie seines Mandanten Henry Dalton sucht einen neuen Fahrer, eine Position, die mit Unterkunft, Verpflegung und 1000 Dollar pro Woche verbunden ist. Big ist zwar skeptisch, tritt die Stelle jedoch an. Mrs. Dalton ist blind. Die Daltons haben auch eine Tochter, die äußerst eigensinnig und etwa in seinem Alter ist. Er muss Mary des Öfteren durch die Stadt fahren, manchmal zu angeblichen Freunden vom College, eigentlich landen sie auf Partys, auf denen sie mit ihrem Freund Jan rumhängt.
Eines Nachts besuchen Mary, Jan, Big und Bessie eine Party, auf der die Dinge außer Kontrolle geraten.

## Produktion
Der Film basiert auf dem gleichnamigen Roman von Richard Wright. Dieser war der erste Bestseller eines afroamerikanischen Autors. 1941 wurde am Broadway eine Bühnenversion von Native Son unter der Regie von Orson Welles aufgeführt. Zudem wurde der Roman bereits 1951 von Pierre Chenal verfilmt. Wright spielte in dem Film selbst die Rolle der Hauptfigur Bigger Thomas.
Regie führte Rashid Johnson. Wrights Buch wurde von Suzan-Lori Parks für den Film adaptiert.
Im März 2018 wurde die Besetzung mit Ashton Sanders, Nick Robinson, Margaret Qualley, Bill Camp und KiKi Layne bekannt. Sanders spielt Bigger „Big“ Thomas. KiKi Layne spielt Bigs Freundin Bessie. Camp übernahm die Rolle von Bigs neuem Arbeitgeber Henry Dalton, Qualley spielt dessen Tochter Mary. Robinson ist in der Rolle von Marys Freund Jan zu sehen. Die Rolle von Bigs Mutter Trudy Thomas wurde mit Sanaa Lathan besetzt. David Alan Grier spielt deren Bekannten, der Big einen Job bei Henry Dalton besorgt.
Die Dreharbeiten wurden im April 2018 in Cleveland begonnen und Anfang Mai 2018 beendet.
Die Filmmusik wurde von Kyle Dixon und Michael Stein komponiert. Der Soundtrack, der insgesamt 12 Musikstücke umfasst, wurde am 5. April 2019 von Milan Records veröffentlicht.
Der Film feierte am 24. Januar 2019 im Rahmen des Sundance Film Festivals seine Premiere. Zu dessen Beginn verkaufte das Indie-Studio A24 die Rechte am Film an HBO.

## Rezeption

### Kritiken
Gregory Ellwood von The Playlist erklärt, Rashid Johnson, der sich als Künstler einen Namen gemacht habe, und Suzan-Lori Parks, die für ihr Drama als erste afroamerikanische Frau den Pulitzer-Preis gewann, behielten bei ihrer Adaption des Romans von Richard Wright große Teile der Struktur bei, änderten jedoch besonders im dritten Akt einiges an der Geschichte ab. Damit wollten sie offensichtlich die noch immer aktuellen gesellschaftlichen Vorurteile gegenüber Afroamerikanern beibehalten, so Ellwood weiter. Der Filmkritiker erinnert daran, dass auch fast 80 Jahren nach der Veröffentlichung von Native Son schuldlose Schwarze eines Verbrechens für schuldig befunden werden.
Ben Pearson von SlashFilm bemerkt, der Film interessiere sich für die Dynamik zwischen Rasse und Klasse. Johnson tauche den Film ab dem Moment, als Big die Stelle antritt, in eine seltsame Stimmung und stelle das Herrenhaus der weißen Familie fast wie ein Geisterhaus dar. Nach einem unerwarteten Ereignis entwickele sich der Film schließlich zum Horror, wobei gleichzeitig der gesellschaftliche Kommentar der Geschichte eingestellt werde.

### Auszeichnungen
NAACP Image Awards 2020
- Nominierung als bestes Television Movie, Limited-Series or Dramatic Special
- Nominierung für das Beste Drehbuch – Fernsehfilm (Suzan-Lori Parks)
- Nominierung für die Beste Regie – Fernsehfilm (Rashid Johnson)[10]

Sundance Film Festival 2019
- Nominierung für den Grand Jury Prize im U.S. Dramatic Competition (Rashid Johnson)[11]